# 若槻昌高

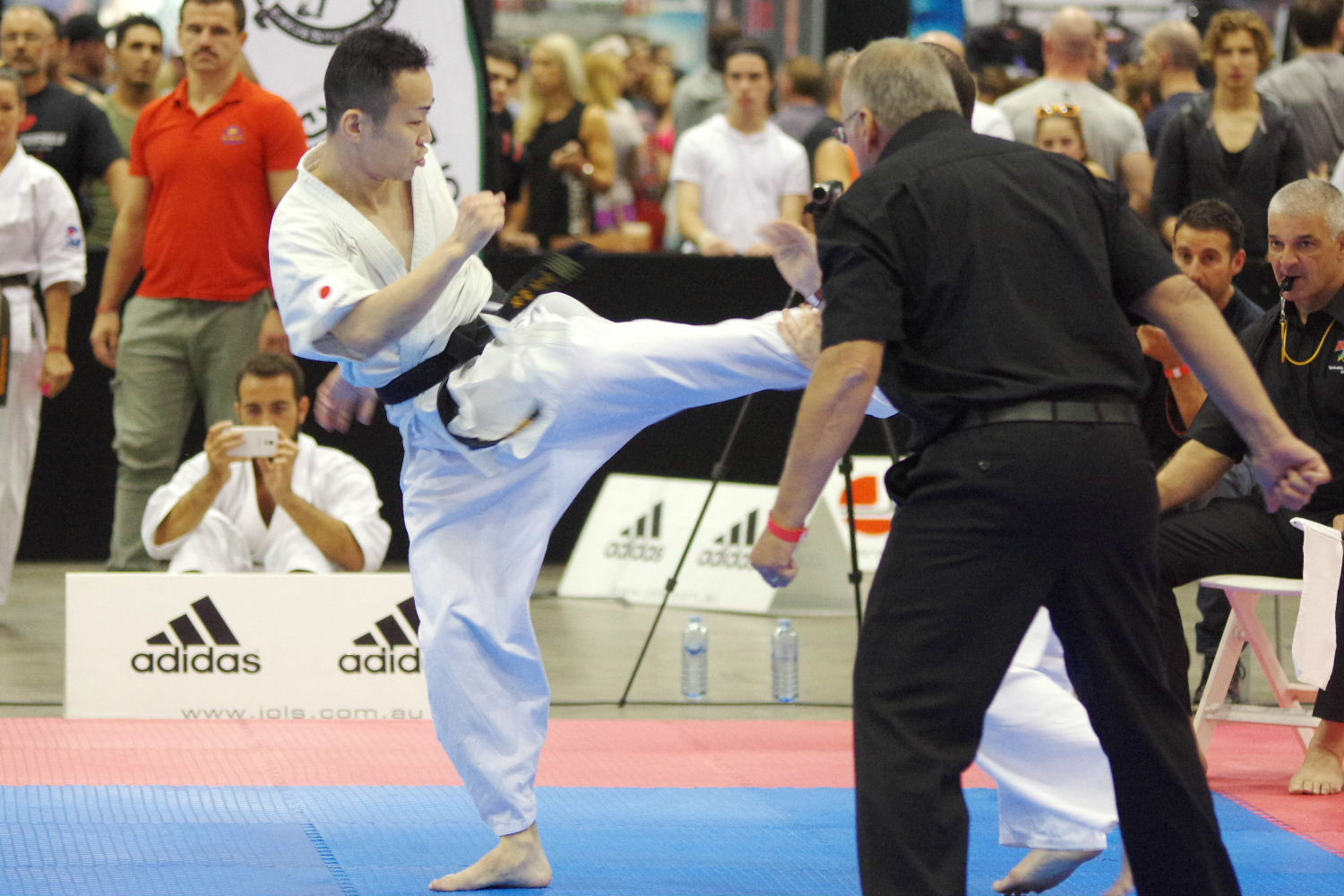

若槻 昌高（わかつき まさたか、1978年3月7日 - ）は、兵庫県宝塚市出身の空手家。空手道・正援塾代表。リアルチャンピオンシップ実行委員会の西日本ブロック長。
段位は錬士六段。

## 来歴
- 1991年、士道館関西本部に入会。16歳で士道館全日本大会、第三位に入賞。
- 1996年、18歳で実戦空手の養秀会に入会。大阪本部長に就任。同年18歳で白蓮会館全日本大会に初出場。第三位入賞を果たす｡
- 1997年に行われた養秀会全日本大会ではオール1本勝ちで優勝。養秀会全日本大会では大会史上初となる4連覇を達成。
- 2002年、ISKAのフルコンタクト空手世界ミドル級王者となる。
- 2004年に行われた白蓮会館世界空手道大会で、準優勝。
- 2008年3月、養秀会、宗家山元勝王から独立の許可を受け、4月に「空手道 正援塾」を設立[5]。
- 2017年3月、現役引退を表明[6]。

## 獲得タイトル
- 1997年-2000年 養秀会 全日本空手道選手権大会 優勝
- 2002年 拳武道会館 全日本空手道選手権大会 軽量級 優勝
- 2002年 白蓮会館 全日本空手道選手権大会 中量級 優勝[7]
- 2002年 ISKA 空手ミドル級 王者獲得
- 2004年 正道会館 全日本空手道選手権大会 軽量級 準優勝[8]
- 2004年 白蓮会館 全世界空手道選手権大会 軽量級 準優勝[7]
- 2008年 真樹道場 全日本空手道選手権大会 重量級 優勝
- 2011年 真樹道場 全日本空手道選手権大会 重量級 優勝
- 2013年 ワールド大山空手 アメリカ西海岸空手道選手権大会 軽量級 優勝[9]
- 2015年 アーノルド・シュワルツェネッガーの主催するアーノルドクラシック オーストラリア マーシャルアーツフェスティバル 極真空手チャンピオンシップ 軽量級 優勝[10]
- 2016年 アーノルド・シュワルツェネッガーの主催するアーノルドクラシック オーストラリア マーシャルアーツフェスティバル 極真空手チャンピオンシップ 軽量級 優勝〔2連覇〕[11]
- 2017年 アーノルド・シュワルツェネッガーの主催するアーノルドクラシック オーストラリア マーシャルアーツフェスティバル 極真空手チャンピオンシップ 軽量級 優勝〔3連覇〕[12]